# Хасавюрт
Хасавю́рт (с 1831 до 1846 — Ярыксув, кум. Хасав-юрт, в переводе с кумыкского — «поселение Хасава», авар. Хаса́вюрт, чечен. Хаси-Эвла) — город на юге России, в Республике Дагестан.
Административный центр Хасавюртовского района (в состав которого не входит).
Город республиканского значения. Образует муниципальное образование «город Хасавюрт» со статусом городского округа, как единственный населённый пункт в его составе.

## Этимология
Город Хасавюрт назван именем его основателя Хаса́ва Хамза́ева, «Хасав юрт» в переводе с кумыкского — «селение Хасава».

## География
Город Хасавюрт находится на Кумыкской равнине, являющейся частью Терско-Сулакской низменности, на высоте 121 метр над уровнем моря. Через Хасавюрт протекает река Ярыксу и Акташ (протекает по северо-восточному краю города). Южные новостройки города поднимаются в предгорья вдоль обоих берегов реки Ярыксу.
Городская территория Хасавюрта граничит с Хасавюртовским и Новолакским (на юго-западе) районами.

## Климат
Город находится в умеренном климатическом поясе, в области умеренно континентального климата.
| Показатель                    | Янв. | Фев. | Март | Апр. | Май  | Июнь | Июль | Авг. | Сен. | Окт. | Нояб. | Дек. | Год  |
| ----------------------------- | ---- | ---- | ---- | ---- | ---- | ---- | ---- | ---- | ---- | ---- | ----- | ---- | ---- |
| Средний суточный максимум, °C | 1,4  | 2,7  | 7,7  | 16   | 22,5 | 27   | 29,7 | 28,9 | 23,6 | 16,5 | 9,3   | 4    | 15,8 |
| Средняя температура, °C       | −1,8 | −0,7 | 3,8  | 10,9 | 17,3 | 21,8 | 24,6 | 23,8 | 18,6 | 12,1 | 5,9   | 1,1  | 11,5 |
| Средний суточный минимум, °C  | −5   | −4,1 | 0    | 5,9  | 12,2 | 16,6 | 19,5 | 18,8 | 13,7 | 7,8  | 2,6   | 1,8  | 7,5  |
| Норма осадков, мм             | 20   | 23   | 22   | 32   | 51   | 60   | 43   | 35   | 40   | 36   | 30    | 22   | 414  |
| Источник: Climate-Data.org    |      |      |      |      |      |      |      |      |      |      |       |      |      |

## История

### Ранняя история
До основания Хасавюрта и до появления на Кумыкской плоскости русских, на данной территории при реке Ярык-су находилась кумыкская сторожевая стоянка или караул, в которой находились табуны и скот для перегона. Караул служил защитой и предупреждением от враждебных набегов соседей. Кумыки назвали караул — кум. Сувукъ буршумукъ, что в переводе с кумыкского означает «Холодная сторожевая стоянка». Сама территория будущего города стояла на стыке двух кумыкских княжеств: Эндиреевского и Костековского.

### Возникновение Хасавюрта
В 1826 году, спустя 10 месяцев после разрушения Старого Аксая в июле 1825 года, близ сторожевой стоянки кум. Сувук Буршумук возникло селение Хасавюрт. В основании селения Хасавюрт участвовало 50 костековцев. Основателем же селения являлся кумыкский костековский князь Хасав Хамзаев, являвшийся потомком Султан-Мута Эндиреевского. Он основал селение в качестве прикрытия от набегов в Эндирей. Аул был назван в честь его основателя Хасава, и переводится с кумыкского как «селение Хасава».
В ноябре 1831 года имам Гази-Мухаммад совершил набег на Кизляр, по пути разрушив аул Хасавюрт. В том же году аул Хасавюрт прекратил своё существование, а позже скончался и сам князь Хасав.

### Воссоздание Хасавюрта
В начале 1843 года генерал-майор Роберт Фрейтаг для того, чтобы окончательно преградить выход сторонников имама Шамиля с гор на Кумыкскую плоскость, возбудил ходатайство перед главнокомандующим Кавказской линией генерал-лейтенантом Иосифом Гурко о строительстве крепости на реке Ярыксу, на месте разрушенного Гази-Мухаммадом аула Хасавюрт.
В 1843 году сыновья основателя аула Хасавюрт Хасава Хамзаева: Адильгерей и Татархан, по инициативе командира Кавказского корпуса генерал-адъютанта А. И. Нейдгардта выкупили участок, называемый «Хасавюртовская земля» площадью «1530 десятин» и «641 сажень». Акт был закреплён 13 января 1847 года. Ими были приобретены также близлежащие существенно меньшие угодья эндиреевских князей Герея Муртузали-Аджиева и Али-султана Казаналипова, а также узденя Ибау Ачакова.
4 мая 1846 года начались работы в укреплении, которое позже было названо по имени реки Ярык-сув (с кум. белая вода), которые вели солдаты крепостей Герзель и Внезапная. А вскоре был переброшен с постоянной дислокацией 80-й Егерский Кабардинский полк, который завершил строительство укрепления, расположившегося в 1,5—2 км от некогда аула Хасавюрт. В том же году было запрошено переименование крепости в Хасавюрт. В сводках от 1847 года укрепление уже именовалось Хасавюртом.
В 1848 году началось строительство нового, более сильного, укрепления на месте нынешнего городского рынка. Укрепление было обнесено с трёх сторон саманной стеной толщиной 1,5 м и высотой 2,5 м с тремя кирпичными башнями и бойницами по углам, а западная сторона не имела стены, так как она была защищена обрывом берега реки Ярыксу. Между первым и вторым укреплениями появились отдельные дома. На севере укрепления возник форштадт, где располагались дома семейных офицеров и солдат. Вдоль укрепления и форштадта был выкопан глубокий ров. В 1867 году Хасавюрт стал слободой с гражданским управлением.

### Альтернативная версия об основателе Хасавюрта и её критика
Существует так же версия, по которой основателем Хасавюрта считается другой кумыкский князь, но из Аксая, генерал-майор царской армии Муса-Хасав Уцмиев (Хасаев). Данную версию выдвинул Б. Мирзоев. Согласно этой версии, в 1867 году укрепление Ярыксу было переименовано в честь главного кумыкского пристава Мусы-Хасава Уцмиева (Хасаева). Его версию с некоторыми оговорками поддержал хасавюртовский краевед Б. Дорогобед, который считает, что А. П. Ермолов дал указ о переименовании укрепления Ярыксу в честь главного кумыкского пристава Мусы-Хасава Уцмиева.
Однако, кандидаты исторических наук Ю. М. Идрисов и арабист, а также кандидат наук И. И. Ханмурзаев опровергли данную версию об основании Хасавюрта Мусой-Хасавом ввиду отсутствия каких-либо документов, подтверждающих данную версию. Согласно их версии, главным кумыкским приставом и до, и после возведения крепости являлся пристав терского казачьего войска Филатов. В апреля 1826 года в документах Ермолова Муса-Хасав фигурирует лишь как старший князь Старого Аксая. По данным учёных, владение Мусы-Хасава располагалось в отдалённом месте от участка под названием «Хасавюртовская земля». К тому же, как указывают историки, даже если предположить об переименовании крепости или Слободы в честь Мусы-Хасава, то по правилам кумыкской ойконимии, топоним бы звучал никак иначе как — «Мусаюрт».
Ю. М. Идрисов и И. И. Ханмурзаев считают, что на основе всех документов и источников, а так же приводимых такими исследователями как С. Ш. Гаджиева и Али Каяев, основателем Хасавюрта является кумыкский князь из Костека Хасав Хамзаев, который основал Хасавюрт вместе с 50 жителями села Костек, и который в последствии был разрушен в 1831 году, а после восстановленный после его смерти в качестве укрепления и впоследствии слободы.

### Конец XIX века
После окончания Кавказской войны и реформирования Дагестанской и Терской областей, Кумыкский округ, входивший в Терскую область был переименован в Хасавюртовский округ. Хасавюрт имел статус слободы, хотя в 1872-1890 гг. существовал план преобразовать её в город Внезапный.

### Современность
На 1 января 1917 года население Хасавюрта достигло 14 028 человек, из которых 10 494 приходилось на постоянно проживающее население. Национальный состав слободы был разнообразен: русских — 50,5 %, кумыков — 33 %, горских евреев — 6 %, немцев и персов — по 5 %,.
В конце апреля 1918 года Хасавюрт был сожжен во второй раз, но уже отрядом Узун-Хаджи. После Гражданской войны Хасавюрт восстанавливали жители разрушенных домов.

### Присвоение статуса города
Статус города присвоен постановлением ВЦИК СССР от 10 августа 1931 года.

Хасавюрт (Хасав-Юрт), слобода Терской обл., быв. укрепление, адм. ц. Х-Ю. окр.; 2686 ж. — Х. округ; 4677 кв. в., на Ю. горист, к С. степь. 69 тыс. жителей (кумыки, чеченцы).
— МЭСБЕ/Хасавюрт — Викитека. ru.wikisource.org. Дата обращения: 8 октября 2020.

### Чечено-лакский конфликт
29 сентября — 3 октября 1964 года в Хасавюрте произошли массовые беспорядки (в беспорядках участвовали до 700 человек) на национальной почве (чечено-лакский конфликт). К уголовной ответственности привлечены 9 человек. Возник в связи с переселением лакцев в чеченские сёла (нынешнего Новолакского района).

### Хасавюртовские соглашения
В конце августа 1996 года главой правительства Чеченской Республики Ичкерия Асланом Масхадовым и секретарём Совета безопасности России Александром Лебедем в Хасавюрте были подписаны договорённости о прекращении боевых действий в Чечне и поэтапном выводе с территории республики российских войск.

## Население
| \| 1897[24] \| 1926[25] \| 1931[26] \| 1939[24] \| 1959[27] \| 1967[26] \| 1970[28] \| 1976[26] \| 1979[29] \| 1982[30] \| \| -------- \| -------- \| -------- \| -------- \| -------- \| -------- \| -------- \| -------- \| -------- \| -------- \| \| 5000 \| ↗6888 \| ↗8600 \| ↗23 000 \| ↗34 194 \| ↗49 000 \| ↗54 255 \| ↗61 000 \| ↗65 114 \| ↗70 000 \| \| 1986[26] \| 1987[31] \| 1989[32] \| 1992[26] \| 1998[26] \| 2000[26] \| 2001[26] \| 2002[33] \| 2003[26] \| 2004[34] \| \| ↗74 000 \| →74 000 \| ↘70 514 \| ↗74 000 \| ↗84 800 \| ↗86 200 \| ↗87 000 \| ↗121 817 \| ↘121 800 \| ↗123 100 \| \| 2005[35] \| 2006[36] \| 2007[37] \| 2008[38] \| 2009[39] \| 2010[40] \| 2011[41] \| 2012[42] \| 2013[43] \| 2014[44] \| \| ↗124 000 \| ↗125 000 \| ↗126 000 \| ↗127 100 \| ↗128 381 \| ↗131 187 \| ↗133 900 \| ↘132 515 \| ↗133 858 \| ↗135 329 \| \| 2015[45] \| 2016[46] \| 2017[47] \| 2018[48] \| 2019[49] \| 2020[50] \| 2021[51] \| 2023[52] \| 2024[53] \| 2025[2] \| \| ↗136 789 \| ↗138 420 \| ↗140 047 \| ↗141 259 \| ↗142 747 \| ↗145 109 \| ↗155 144 \| ↗157 466 \| ↗159 252 \| ↗161 114 \| 50 000 100 000 150 000 200 000 1959 1982 1998 2004 2009 2014 2019 2025 |          |          |          |          |          |          |          |          |          |
| 1897 | 1926     | 1931     | 1939     | 1959     | 1967     | 1970     | 1976     | 1979     | 1982     |
| 5000 | ↗6888    | ↗8600    | ↗23 000  | ↗34 194  | ↗49 000  | ↗54 255  | ↗61 000  | ↗65 114  | ↗70 000  |
| 1986 | 1987     | 1989     | 1992     | 1998     | 2000     | 2001     | 2002     | 2003     | 2004     |
| ↗74 000 | →74 000  | ↘70 514  | ↗74 000  | ↗84 800  | ↗86 200  | ↗87 000  | ↗121 817 | ↘121 800 | ↗123 100 |
| 2005 | 2006     | 2007     | 2008     | 2009     | 2010     | 2011     | 2012     | 2013     | 2014     |
| ↗124 000 | ↗125 000 | ↗126 000 | ↗127 100 | ↗128 381 | ↗131 187 | ↗133 900 | ↘132 515 | ↗133 858 | ↗135 329 |
| 2015 | 2016     | 2017     | 2018     | 2019     | 2020     | 2021     | 2023     | 2024     | 2025     |
| ↗136 789 | ↗138 420 | ↗140 047 | ↗141 259 | ↗142 747 | ↗145 109 | ↗155 144 | ↗157 466 | ↗159 252 | ↗161 114 |

На 1 января 2025 года по численности населения город находился на 111-м месте из 1124 городов Российской Федерации.
Национальный состав
По данным Всероссийской переписи населения 2002 года
| Народ    | Численность, чел. | Доля от всего населения, % |
| -------- | ----------------- | -------------------------- |
| чеченцы  | 36 911            | 30,30 %                    |
| аварцы   | 34 323            | 28,18 %                    |
| кумыки   | 33 104            | 27,18 %                    |
| даргинцы | 5 037             | 4,13 %                     |
| лакцы    | 4 161             | 3,42 %                     |
| русские  | 3 965             | 3,25 %                     |
| лезгины  | 2 554             | 2,10 %                     |
| другие   | 964               | 0,79 %                     |
| Всего    | 121 817           | 100,00 %                   |

По данным Всероссийской переписи населения 2010 года
| Народ      | Численность, чел. | Доля от всего населения, % |
| ---------- | ----------------- | -------------------------- |
| аварцы     | 40 226            | 30,66 %                    |
| чеченцы    | 37 330            | 28,46 %                    |
| кумыки     | 36 883            | 28,11 %                    |
| даргинцы   | 5339              | 4,07 %                     |
| лакцы      | 4362              | 3,33 %                     |
| русские    | 2982              | 2,27 %                     |
| лезгины    | 2096              | 1,60 %                     |
| другие     | 1740              | 1,33 %                     |
| не указали | 229               | 0,17 %                     |
| Всего      | 131 187           | 100,00 %                   |

По данным Всероссийской переписи населения 2021 года:
| Народ      | Численность, чел. | Доля от всего населения, % |
| ---------- | ----------------- | -------------------------- |
| аварцы     | 73 489            | 47,37 %                    |
| кумыки     | 36 170            | 23,31 %                    |
| чеченцы    | 35 077            | 22,61 %                    |
| даргинцы   | 2 752             | 1,77 %                     |
| лакцы      | 2 339             | 1,51 %                     |
| лезгины    | 1 310             | 0,85 %                     |
| русские    | 1 298             | 0,84 %                     |
| другие     | 960               | 0,62 %                     |
| не указали | 1 749             | 1,13 %                     |
| Всего      | 155 144           | 100,00 %                   |

## Территориальное деление
В городскую черту Хасавюрта входят посёлки:
- Балюрт,
- Свобода,
- Заречка,
- Совхозный,
- Мичурина,
- Олимпийское (Нефтекачка),
- Юбилейное,
- микрорайон Грозненский,
- Водник,
- Аэродром,
- Андийское,
- Винсовхозный,
- Бамматбекюрт,
- Северный,
- Хакимова,
- микрорайон Восточный,
- Ветеран,
- Аркабаш,
- Южный,
- Садовый,
- Новый,
- Лесные Поляны.

## Местное самоуправление
Собрание депутатов состоит из 25 депутатов, избираемых жителями сроком на 5 лет. Действующий 6 созыв избран 9 сентября 2018 года. Выборы проходили по пропорциональной системе в едином округе. Было зарегистрировано всего 5 партий: «Единая Россия», КПРФ, «Справедливая Россия», ЛДПР и «Трудовая партия Россия». В Собрание депутатов прошли 4 партии: «Единая Россия» — 17 мест (63.68 %), КПРФ — 4 места (17.95 %), «Трудовая партия Россия» — 2 (7.61 %), «Справедливая Россия» — 2 (7.58 %). Список ЛДПР набрал 1,72 % голосов и не получил мандатов. Председателем 6 созыва вновь избран Загит-Салим Дадаев («Единая Россия»).
5 созыв был избран 8 сентября 2013 года. Из состава депутатов на должность главы муниципального образования был вновь избран действующий глава Сайгидпаша Умаханов. В июне 2015 года был принят новый Устав городского округа «город Хасавюрт». В сентябре 2015 года Сайгидпаша Умаханов сложил с себя полномочия главы города и в тот же день был избран председателем городского собрания депутатов, а исполнение обязанностей главы города было возложено на главу администрации Хасавюрта Арслана Арсланова.
Председатель собрания депутатов
- сентябрь—ноябрь 2015 — Сайгидпаша Умаханов
- с 2015 года[уточнить] — Загит-Салим Даудович Дадаев

Глава городского округа с 2015 года отбирается в ходе конкурса в два этапа. Сначала отбор кандидатов производит конкурсная комиссия, половину членов которой назначают депутаты, а половину — глава района. Прошедшие конкурсную комиссию кандидаты предлагаются для голосования депутатам. Кандидат, набравший большинство голосов депутатов, наделяется полномочиями главы городского округа на 5 лет.
- 1991 - 1997 - Батырбиев Тажитдин Батырбиевич
- 1997—2015 — Сайгидпаша Умаханов
- 2015—2020 — Зайнудин Окмазов
- с 2020 — Корголи Корголиев

## Официальная символика
Флаг и герб Хасавюрта были утверждены решением Собрания депутатов городского округа «город Хасавюрт» № 49/3 от 24 апреля 2017 года.

### Флаг
«Прямоугольное двухстороннее полотнище зелёного цвета с отношением ширины к длине 2:3, несущее вдоль верхнего края полосу синего цвета шириной 3/10 ширины полотнища. В центре полотнища изображены фигуры из герба города Хасавюрт, выполненные жёлтым, оранжевым, белым и серым цветом».
- Зелёный цвет — символизирует изобилие, плодородие, радость, свободу, мир, покой и одновременно выступает как традиционный цвет ислама.
- Жёлтый цвет — символизирует справедливость, милосердие и смирение, а также богатство, знатность, самостоятельность.
- Синий цвет — верность, честность, безупречность и целомудрие.
- Белый цвет — цвет свободы, равенства, мира.

### Герб
В зелёном поле поверх включённой лазоревой главы — золотая зубчатая крепость о двух башнях и с аркой без порога, сопровождаемая в оконечности золотым ободом шестерни и продетыми в него серебряными ключом (кольцом влево и бородкой вниз, показан слева поверх обода) и кинжалом в ножнах (рукоятью вправо, справа поверх обода), один над другим. Во главе между башнями крепости — выходящие вверх золотые длани, сложенные запястьями и поддерживающие раскрытую серебряную книгу в золотом переплёте.

### Авторы символики
- Автор идеи и обоснования символики: Хадижат Усманова (Хасавюрт);
- Геральдическая доработка: Константин Моченов (Химки);
- Художники: Хадижат Усманова (Хасавюрт), Анна Гарсия (Москва);
- Компьютерный дизайн: Анна Гарсия (Москва)[65].

## Транспорт
В Хасавюрте функционируют следующие виды транспорта:
- автомобильный междугородний (работает автовокзал). С автовокзала города осуществляются регулярные автобусные рейсы в Анапу, Дербент, Буйнакск, Волгоград, Махачкалу, Воронеж, Евпаторию, Новочеркасск, Майкоп, Кисловодск, Краснодар, Сочи, Черкесск, Туапсе, Ставрополь, Владикавказ, Севастополь, Ростов-на-Дону, Нальчик, Назрань, Волгодонск, Моздок, Волжский, Новороссийск, Зеленокумск, Москву.
- железнодорожный (в черте города находится ж.-д.ст Хасавюрт). Железнодорожная станция открыта в 1894 году. Соединяет город с Кизилюртом, Гудермесом, Махачкалой, Каспийском, Кизляром.
- общественный транспорт представлен несколькими маршрутами микроавтобусов.

Через город проходят федеральные:
- автомагистраль Р-217 «Кавказ» (бывшая М-29)
- ж.-д. магистраль Минводы — госграница

## Образование
В городе 19 общеобразовательных школ и гимназий, а также Хасавюртовский многопрофильный лицей им. А. Абукова.
Среднее профессиональное образование предоставляет Колледж сферы услуг, Профессионально-педагогический колледж имени З. Н. Батырмурзаева, Дорожно-строительный колледж, Колледж инновационных технологий (в прошлом Аграрно-экономический колледж). Также в городе действует филиал Медицинского колледжа имени Башларова (Махачкала).
Из высших учебных заведений в городе действует филиал Дагестанского государственного университета.

## Культура
Городской центр культуры на ул. Казбекова, Хасавюртовская центральная городская библиотека имени Расула Гамзатова.
С мая 2022 года действует кинотеатр сети «Миркато» с двумя кинозалами.

## Спорт
В Хасавюрте развиты как игровые виды спорта (футбол, волейбол, баскетбол), так и спортивные единоборства (вольная борьба, бокс).
Спорткомплексы и спортшколы города
- Спорткомплекс имени Гамида Гамидова
- Спорткомплекс имени Мусы Иславова
- Республиканская СДЮШОР имени Шамиля Умаханова
- УОР
- Республиканская СДЮСШОР имени братьев Ирбайхановых
- Республиканская СДЮСШОР имени Мавлета Батырова
- Тяжёлая атлетика.
- УОР "Триумф"

и многие другие

## Религия
Подавляющая часть жителей города мусульмане.
В городе имелось 4 церкви. Одна сохранилась до наших дней — храм Знамения Божьей Матери на ул.Тотурбиева, до недавнего времени — крупнейший православный храм на Северном Кавказе.
В городе также имелось 1 купольная синагога.
В Хасавюрте порядка 19 крупных мечетей.

## Теракты
- 23 сентября 2001 года в 18 часов по ул. Воробьёва, 48 был совершён террористический акт. Взрывным устройством была взорвана автомашина ВАЗ-2101. В результате взрыва погибло три человека[71].
- 17 июля 2003 года произошёл взрыв у здания РОВД Хасавюрта. Террористом был взорван автомобиль ВАЗ-21099, припаркованный у здания РОВД. Погибли три человека[72].
- 23 октября 2010 года прогремел взрыв возле ПТУ, осуществлённый террористом-смертником. Была взорвана автомашина УАЗ. Погиб один милиционер[73].
- 14 января 2011 года возле кафе «Белые ночи», расположенного на Бамовском шоссе, неизвестные взорвали автомобиль «ВАЗ-2107». Погибло 4 человека[74].
- 26 января 2011 года на объездной дороге Хасавюрт — Бабаюрт был взорван автомобиль, припаркованный возле кафе «Караван». Четыре человека погибли[75].
- 14 февраля 2013 года прогремел взрыв на Хасавюртовском посту. Был взорван автомобиль «Лада Калина». Погибли двое сотрудников ДПС[76].

## Города-побратимы
- Арапирака, Бразилия
- Евпатория — Соглашение об установлении межмуниципального сотрудничества между муниципальными образованиями городской округ Евпатория (Республика Крым, Российская Федерация) и «город Хасавюрт» (Республика Дагестан, Российская Федерация) от 23.01.2017.
- Гудермес
- Адмиралтейский район г. Санкт-Петербурга
- Ялова, Турция